# Siège de Coimbra (1117)
Reconquista
Le Siège de Coimbra de 1117 est un engagement militaire entre les forces Almoravides et celles du Comté de Portugal pour la possession de cette ville. Les musulmans lancent une offensive contre cette localité chrétienne mais se retirent après avoir échoué à la capturer.

## Contexte
En 1111, les Almoravides attaquent le Portugal, prennent Santarém et avancent jusqu'à Coimbra . Une attaque Maure sur cette ville est anticipée avant la mort du comte Henri, mais elle n'a lieu qu'en 1116. Cette année-là, les forces musulmanes dirigées par Abdul- Malik s'emparent de deux forteresses qui protègent la ville, Miranda de Beira et Santa Eulalia. Elles passent au fil de l'épée la garnison de la première et asservissent la seconde, y compris son gouverneur, Diogo. Les défenseurs de Soure pensent que la résistance est inutile, quittent leur base et se réfugient à Coimbra. Cette attaque détruit efficacement les défenses extérieures de cette dernière .
En 1117, les Almoravides menés par leur émir, Ali ben Youssef, débarquent à Montemor-o-Velho et à nouveau sur les terres portugaises . Le monarque y fait venir des forces africaines renforcées par des Andalous, aussi nombreuses que « les grains de sable de la mer », selon une chronique .

## Siège
Les Almoravides attaquent la périphérie, tuent et asservissent. Les Portugais ne sont pas en mesure de les repousser et beaucoup se retirent dans le château, dont la comtesse Thérèse de Portugal. La ville est encerclée pendant 20 jours et les faubourgs pillés . Les musulmans soumettent Coimbra à des assauts quotidiens, mais ils ne parviennent finalement pas à la prendre et la ville fortifiée reste intacte ,,,.
Ali ben Youssef lève alors le siège pour se retirer vers Séville. Si elle avait été prise, Coimbra aurait pu être difficile à défendre pour les Maures dans ce territoire hostile ,,,.

## Conséquences
Cette bataille marque l'apogée de la puissance Almoravide dans la Péninsule Ibérique . À la suite de la défense réussie de Coimbra, la comtesse Thérèse de Portugal commence à porter le titre de reine .